# Ying Yang Twins
De Ying Yang Twins is een Amerikaans rap/crunk-duo, afkomstig uit Atlanta, bestaande uit Kaine (Eric Jackson) en D-Roc (D'Angelo Holmes). Hoewel hun groepsnaam anders doet vermoeden zijn het geen echte broers. Ze houden ervan om te rappen over strippers en hun ervaringen in stripclubs. Enkele veelgebruikte uitspraken van de Ying Yang Twins zijn 'Hanh!' en 'Ying Yang in this'. De Ying Yang Twins maken voornamelijk crunkmuziek.

## Het begin
De eerste bekende track van de Ying Yang Twins was 'Whistle While you twerk' uit 2000. De track bereikte de 16de plaats op de US R&B/Hip Hop charts en werd vooral gedraaid in de vele clubs in de Verenigde Staten en op de urban radio stations van de VS. Het debuutalbum van de Twins was 'Thug Walking' in 2000. Pas nadat de Ying Yang Twins in 2002 met Lil' Jon gingen samenwerken werden ze wereldwijd bekend met de track 'Get Low', vooral in de Verenigde Staten was de track een groot succes, het leverde de Twins tevens een contract op bij platenmaatschappij TVT Records.

## Laatste jaren
Het eerste album onder de nieuwe platenmaatschappij was 'Me & My Brother' met onder andere de hits 'Naggin', 'Saltshaker' en 'Whats Happnin!', daarna volgden nog de albums 'My Brother & me' (2004), 'U.S.A. (United States of Atlanta) (2005)' en '(U.S.A) Still United' (2005). Het grootste succes tot nu toe bereikte de Ying Yang Twins met de hit 'Wait(the whisper song)' uit 2005, de Twins werden met het lied genomineerd voor een grammy voor 'best rap performance by a duo or group' en met deze track werden de Twins ook in Nederland iets bekender, de clip van 'Wait (the whisper song) werd namelijk op meerdere muziekkanalen in Nederland uitgezonden. Het meest succesvolle album is nog steeds hun debuutalbum bij TVT Records 'Me & My Brother'. Het album is meer dan 1.000.000 keer verkocht en heeft daarmee in de VS de platinum status bereikt. Het album 'U.S.A (United States of Atlanta)' heeft ook nabij het miljoen verkocht.
Het laatste album van de Ying Yang Twins genaamd 'Chemically Imbalanced' is 28 november 2006 verschenen. Met dit album werden de Twins geholpen door Wyclef Jean die onder andere bekend is van de hit 'Hips Don't Lie' met Shakira. Wyclef heeft de productie van de 2de helft van het album voor zijn rekening genomen om wat meer muziek te brengen. Op deze manier moet het album ook mensen aanspreken die normaal niet naar de Ying Yang Twins luisteren. Na het album hebben de Twins en Mr.Collipark (producer van vele tracks van de Twins) besloten om uit elkaar te gaan.
Hoewel de Ying Yang Twins in Nederland in mindere mate bekend zijn hebben ze al meerdere liedjes met bekende artiesten opgenomen waaronder Britney Spears, Busta Rhymes, Maroon 5, Lil' Jon, Bubba Sparxxx, Pitbull en Wyclef Jean.

## Discografie
| Album met eventuele hitnotering(en) in de Nederlandse Album Top 100 | Datum van verschijnen | Datum van binnenkomst | Hoogste positie | Aantal weken | Opmerkingen |  |
| ------------------------------------------------------------------- | --------------------- | --------------------- | --------------- | ------------ | ----------- |  |
| Thug Walkin'                                                        | 2000                  |                       |                 |              |             |  |
| Alley...Return of the Ying Yang Twins                               | 2002                  |                       |                 |              |             |  |
| Me & My Brother                                                     | 2003                  |                       |                 |              |             |  |
| My Brother & Me                                                     | 2005                  |                       |                 |              |             |  |
| U.S.A. (U.nited S.tates of A.tlanta)                                | 2005                  |                       |                 |              |             |  |
| (U.S.A) Still United                                                | 2005                  |                       |                 |              |             |  |
| Chemically Imbalanced                                               | 2006                  |                       |                 |              |             |  |
| The Ying 2 The Yang                                                 | 2008                  |                       |                 |              |             |  |

| Single met eventuele hitnotering(en) in de Nederlandse Top 40 | Datum van verschijnen | Datum van binnenkomst | Hoogste positie | Aantal weken | Opmerkingen |  |
| ------------------------------------------------------------- | --------------------- | --------------------- | --------------- | ------------ | ----------- |  |
| Whistle While You Twurk                                       | 2000                  |                       |                 |              |             |  |
| Say I Yi Yi                                                   | 2002                  |                       |                 |              |             |  |
| Get Low                                                       | 2002                  |                       |                 |              |             |  |
| Naggin                                                        | 2003                  |                       |                 |              |             |  |
| Salt Shaker                                                   | 2003                  |                       |                 |              |             |  |
| Wait (The whisper song)                                       | 2005                  |                       |                 |              |             |  |
| Dangerous                                                     | 2006                  |                       |                 |              |             |  |
| Jigglin                                                       | 2006                  |                       |                 |              |             |  |
| Drop                                                          | 2008                  |                       |                 |              |             |  |